# Kanice (Brno-vidéki járás)
Kanice település Csehországban, a Brno-vidéki járásban. Kanice Babice nad Svitavou, Brno, Řícmanice, Bílovice nad Svitavou és Ochoz u Brna településekkel határos. Lakosainak száma 1104 fő (2024. január 1.).

## Népesség
A település lakosságának változását az alábbi diagram mutatja:
| Lakosok száma | 354  | 453  | 437  | 493  | 516  | 486  | 951  | 1005 | 1082 | 1104 |
|               | 1869 | 1890 | 1921 | 1950 | 1980 | 2001 | 2017 | 2019 | 2022 | 2024 |